# Out from Under
Singles de Britney Spears
Circus
(2008) If U Seek Amy
(2008)
Pistes de Circus
Circus Kill the Lights
Out from Under est une chanson de la chanteuse américaine Britney Spears, enregistrée pour son sixième album studio Circus. Cette chanson a été écrite par Shelly Peiken, Arnthor Birgisson, Wayne Hector et produite par Guy Sigsworth. 
Un temps annoncé comme troisième single à être extrait de l'album, c'est finalement le titre If U Seek Amy qui a été officiellement annoncé comme nouveau single via le site officiel le 7 janvier 2009.
La chanson fut utilisée non officiellement comme 4e single en Suède, Radar étant déjà sorti là-bas. Elle se plaça 32e des ventes.